# Переписне місто
В Індії та деяких інших країнах переписним містом вважається місто, яке відповідає певним характеристикам.

## Індія
В Індії переписне місто – це місто, яке за законом не визнане містом і не управляється як місто, але, незважаючи на це, населення якого досягло міських характеристик. Вони характеризуються наступним:
- Населення перевищує 5,000 осіб
- Щонайменше 75% основного працездатного населення чоловічої статі зайнято поза межами сільськогосподарського сектору
- Мінімальна щільність населення 400 осіб на км2[2][3]

### Перепис 2011 року
Кількість переписних міст (ПМ) в Індії зросла з 1,362 у 2001 р. до 3,894 у 2011 р. Згідно з Прадханом (2013), на ці ПМ припадає 30% зростання міст за останнє десятиліття. Прадхан також зазначає, що найбільше зростання кількості ПМ відбулося в штатах Західна Бенгалія та Керала.

#### Повідомлення Міністерства містобудування та архітектури
У травні 2016 року Міністерство міського розвитку уряду Індії звернулося до 28 штатів Індії з проханням вжити заходів, щоб розпочати процес визнання ПМ міськими територіями. Аргументом для такого перетворення було те, що для забезпечення планового розвитку цих територій необхідний статутний міський місцевий орган (ММО). У цьому повідомленні Раджив Гауба, Секретар (З питань міського розвитку), зазначає:
Можливість планового розвитку міста може бути втрачена, протягом тривалого часу буде дозволено незаплановане будівництво та ситуативне забезпечення інфраструктури.
Крім того, у повідомленні Міністерство повідомило штатам, що вони виграють від надання цим містам статусу міста обласного значення. Завдяки більшій кількості міст, штати зможуть отримати більше коштів від Центру, як зазначено у 14-му звіті Фінансової комісії. Крім того, в рамках Місії Атал для Омолодження та Міської Трансформації (AMRUT), при розподілі коштів між штатами/територіальними одиницями 50% ваги надається кількості статутних міст у штаті/територіальній одиниці.
Після цього повідомлення уряд штату Махараштра перетворив 19 ПМ у штаті на статутні ULB. Ці 19 ПМ знаходяться в безпосередній близькості до міста Пуна, і очікується, що таке перетворення зменшить інфраструктурний та демографічний тиск на місто.

## Ірландія
Згідно з визначенням Центрального статистичного управління Ірландії, переписне місто - це «скупчення п'ятдесяти або більше житлових будинків, що не мають юридично визначених меж, в якому в межах 800 м є ядро з тридцяти житлових будинків по обидва боки дороги або двадцяти житлових будинків по один бік дороги». Переписні міста відрізнялися від муніципальних міст; останні, які мали законодавчо визначені межі та повноваження органів місцевого самоврядування, були скасовані Законом про реформу місцевого самоврядування 2014 року. Згідно з переписом 2022 року, міста були замінені на забудовані території.

## Зовнішні посилання
- Census of India 2001: Data from the 2001 Census, including cities, villages and towns (Provisional). Census Commission of India. Архів оригіналу за 16 червня 2004. Процитовано 1 листопада 2008.